# 実演家著作隣接権センター
実演家著作隣接権センター（じつえんかちょさくりんせつけんセンター、Center for Performers' Rights Administration）は、実演家の権利処理業務と実演家の権利の擁護と拡大のため、社団法人日本芸能実演家団体協議会（略称：芸団協）が、社団法人日本音楽事業者協会、社団法人音楽制作者連盟の協力を得て設置。略称「CPRA（クプラ）」。運営委員長は、ハーモニカ奏者の崎元讓（日本芸能実演家団体協議会常任理事、日本音楽家ユニオン代表運営委員）。
文化庁は、1971年3月、芸団協を、放送局などによる実演家の商業用レコード二次使用料の受け取り団体として、さらに、1985年2月にはレンタルCDなどの使用料・報酬の受け取り団体として指定している。CPRAは、指定団体となっている芸団協の著作隣接権にかかわる徴収・分配事業に、他の団体も合流させるかたちで設立された。

## 沿革
- 1993年10月、社団法人日本芸能実演家団体協議会、社団法人日本音楽事業者協会、社団法人音楽制作者連盟の3団体によって設立[2]。
- 1994年7月、民放連，日本新聞協会など著作権利者20団体で構成する「マルチメディア問題に関する著作権連絡協議会（CCM）」（現・デジタル時代の著作権協議会）に参加。
- 1998年12月、演奏家権利処理合同機構MPN、映像実演権利者合同機構（PRE）、日本演芸家合同機構（NEK）が参加[2]。

## 二次使用料等の徴収・分配業務
- 市販のCD等を放送で使用、レンタルした場合の徴収・分配……放送で使用した際の二次使用料、レンタルに伴う使用料・報酬の徴収と権利者（委任している場合のみ）への分配。放送各局と日本コンパクトディスク・ビデオレンタル商業組合から使用料・報酬を徴収している[1]。
- 私的録音補償金の徴収・分配……社団法人私的録音補償金管理協会（sarah）から私的録音補償金の徴収を行い、実演家（芸団協）、著作者＝日本音楽著作権協会（JASRAC）、レコード製作者＝日本レコード協会（RIAJ）への分配[1]。
- 私的録画補償金の徴収・分配……社団法人私的録画補償金管理協会（SARVH）から私的録画補償金の徴収を行い、実演家（芸団協）、レコード製作者＝日本レコード協会（RIAJ）、著作者（私的録画著作権者協議会）への分配[1]。
- 海外への使用料などの徴収の徴収・分配……協定を締結している海外の実演家権利管理団体に対して、日本国内で発生した商業用レコードの二次使用料、レンタルの使用料・報酬、送信可能化に係る使用料、私的録音・録画補償金を徴収。また、海外で日本の実演家に関わるCD等の放送、レンタルなどで発生した使用料・報酬・補償金を受領して国内実演家に分配[1]。

## 権利処理ノウハウの活用
同センター設立時の3団体（社団法人日本芸能実演家団体協議会、社団法人日本音楽事業者協会、社団法人音楽制作者連盟）が2009年4月、テレビ番組のネット利用などの場合の実演家の権利処理を行う「映像コンテンツ権利処理機構」を設立。同センターの椎名和夫運営委員らが旗ふり役といわれる。

## 未分配報道
- 2006年9月1日、同センターから社団法人日本芸能実演家団体協議会の会員団体である社団法人日本音楽家協会に13年間にわたって分配されたCDなどの放送使用料、私的録音補償金などのうち、約1億3200万円が会員に分配されずに事業費用などに流用されていたと報道される[4]。同センターは分配を受けていない約120人の演奏家らに連絡し、計約8400万円を分配。日本音楽家協会には、著作権料の返還を要請し、一部の返還が行われたが、約9700万円分が未返還となったため、東京簡易裁判所に返還の調停を申し立てた[5]。

## 注
1. 1 2 3 4 5  事業案内パンフレットPDF実演家著作隣接権センターサイトからダウンロード
2. 1 2  CPRAの紹介実演家著作隣接権センターサイト内
3. ↑  2009年6月3日 音事協ら3団体、権利処理の効率化へ 「映像コンテンツ権利処理機構」設立。ORICON BIZ online
4. ↑  共同通信2006年9月1日
5. ↑  2006年9月1日朝日新聞